# Heggadadevankote (Rural), Heggadadevankote
Heggadadevankote (Rural) là một làng thuộc tehsil Heggadadevankote, huyện Mysore, bang Karnataka, Ấn Độ.